# 兴中镇
兴中镇，是中华人民共和国贵州省黔西南布依族苗族自治州普安县下辖的一个乡镇级行政单位。
2015年1月23日，贵州省人民政府批复同意普安县乡镇行政区划调整，新设置的兴中镇辖原罐子窑镇和原窝沿乡田坝村，镇人民政府驻新光社区。

## 行政区划
兴中镇下辖以下地区：
新光社区、崧岿村、小山坡村、红岩村、辣子树村和田坝村。